# Stalinisme
« Stals » redirige ici. Pour les articles homophones, voir Staël, Stahl et Stalle.

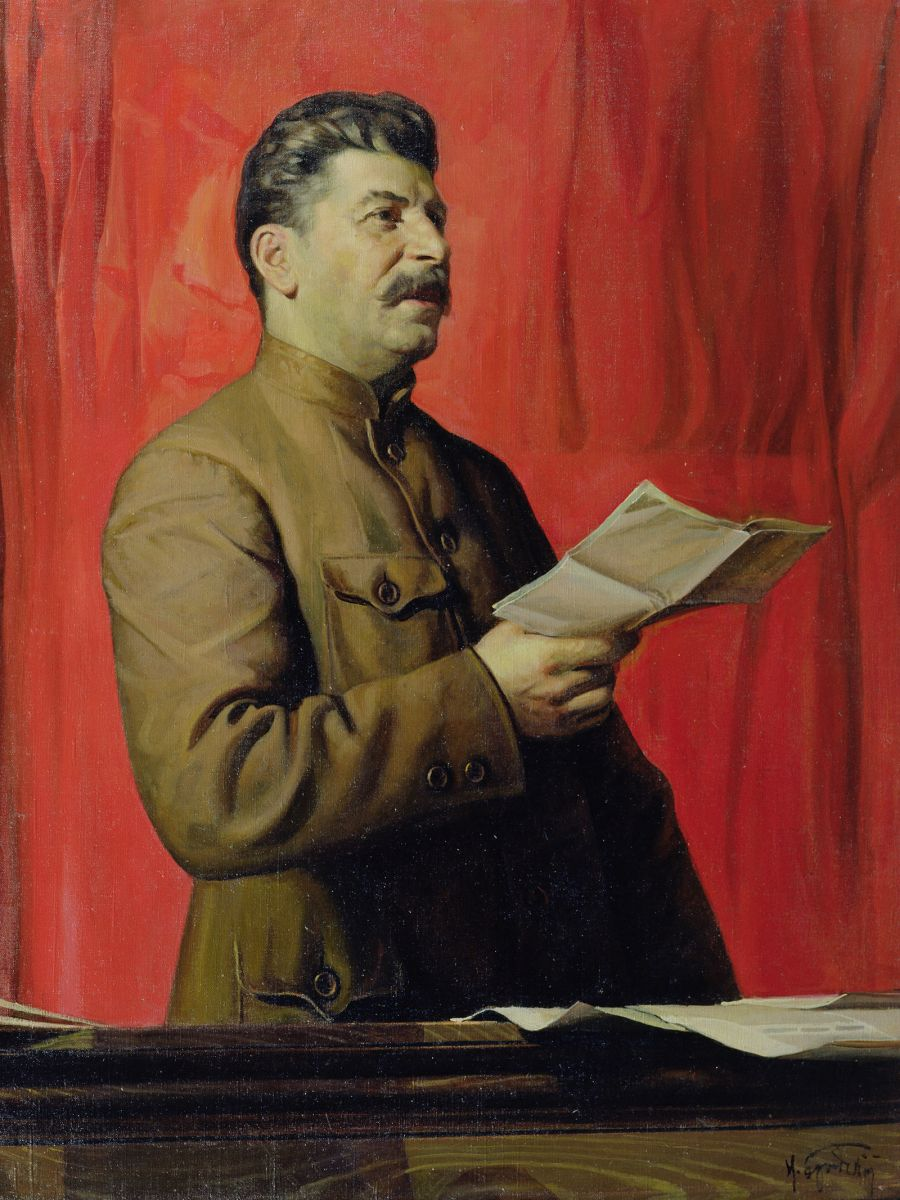
Portrait de propagande de Joseph Staline, par Isaak Brodsky.

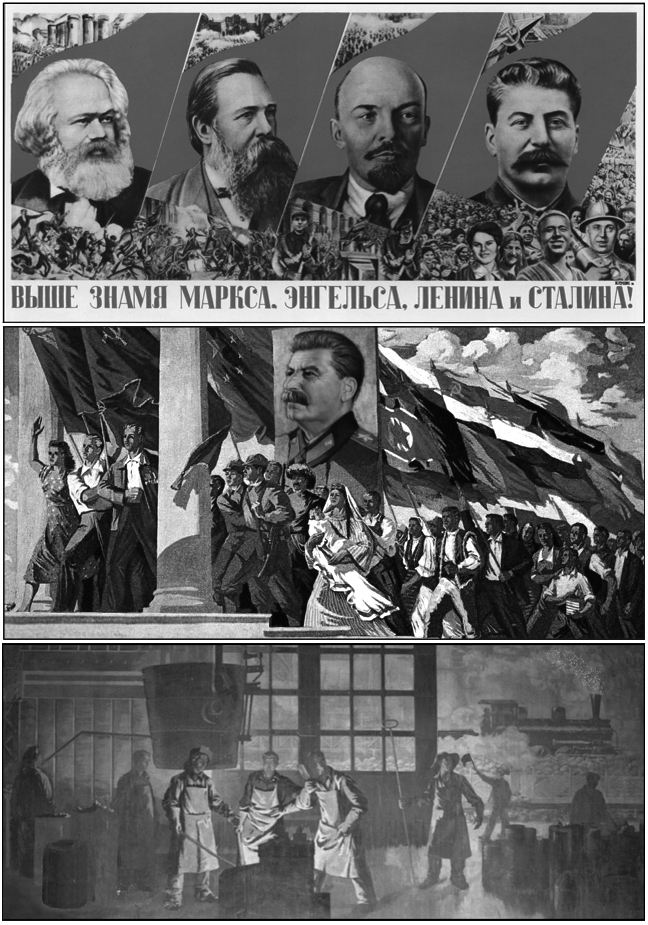
Art graphique en style « réaliste socialiste » (œuvres collectives anonymes, murales) à l'époque stalinienne : en haut Sous la bannière de Marx, Engels, Lénine et Staline (1933), au milieu Longue vie au camarade Staline (1949) et en bas Ouvriers à leur devoir (autour de 1950).

Le mot stalinisme désigne l’idéologie et la pratique politique des partis communistes ayant adopté la ligne politique définie par les partisans de Joseph Staline, secrétaire général du Parti communiste de l'Union soviétique. Par extension, ces partis et leurs membres ont été qualifiés de staliniens, terme qu’aurait forgé Lazare Kaganovitch au cours d’un repas en présence de Staline.
Le stalinisme est caractérisé par la mise en place d'un État policier totalitaire centralisé, l'emploi de la force et de la terreur comme mode de gouvernement, accompagnés d'un culte de la personnalité organisé autour du principal dirigeant de chaque Parti communiste. Les régimes staliniens se caractérisent par une économie planifiée par l'État. Par extension, le terme de stalinisme et les adjectifs stalinien ou, plus rarement, staliniste sont parfois utilisés pour qualifier l'ensemble des régimes basés sur le modèle soviétique, ainsi que les partis politiques les soutenant.
Après la déstalinisation (1956), l'Union soviétique cesse de se réclamer de Staline, mais le terme stalinisme et l'adjectif stalinien continuent d'être utilisés, dans le cadre de discours critiques ou polémiques, pour qualifier l'URSS, l'ensemble des pays du bloc de l'Est et plus largement l'ensemble des régimes dictatoriaux communistes. En Europe après la déstalinisation, seule la république populaire socialiste d'Albanie s'est réclamée de la continuité stalinienne. En Asie en revanche, ce fut encore, durant des décennies, le cas des régimes communistes chinois, vietnamien, laotien, cambodgien et la Corée du Nord qui, au XXIe siècle, est qualifiée par Le Parisien de « dernier régime stalinien »[pertinence contestée].
Des courants communistes et marxistes se sont fortement opposés au stalinisme, par exemple les conseillistes, trotskystes, marxistes libertaires, communistes libertaires, etc.

## Bases idéologiques

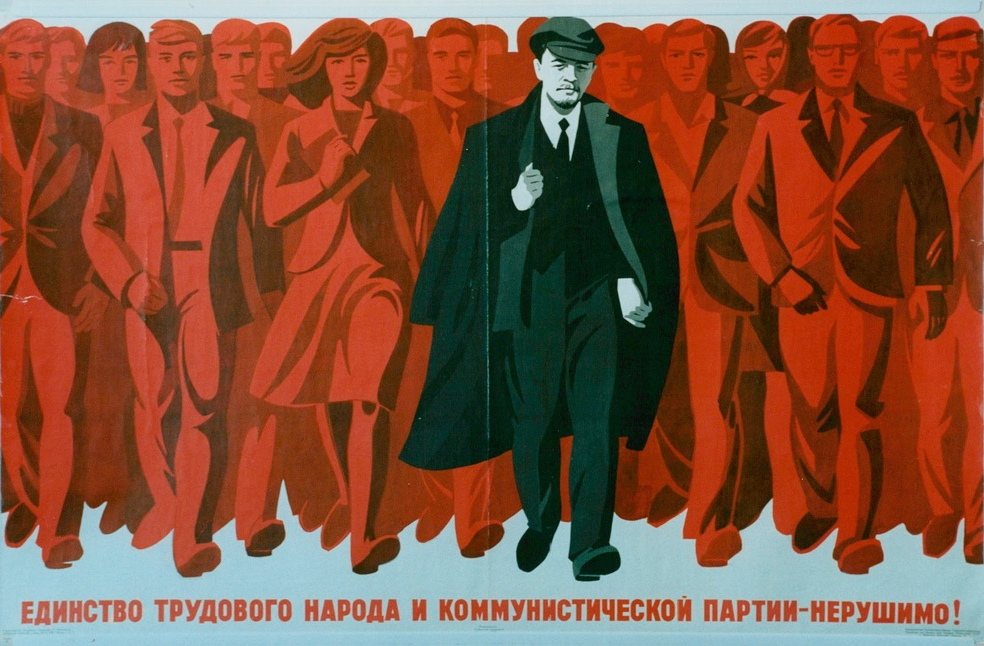
Affiche de propagande.

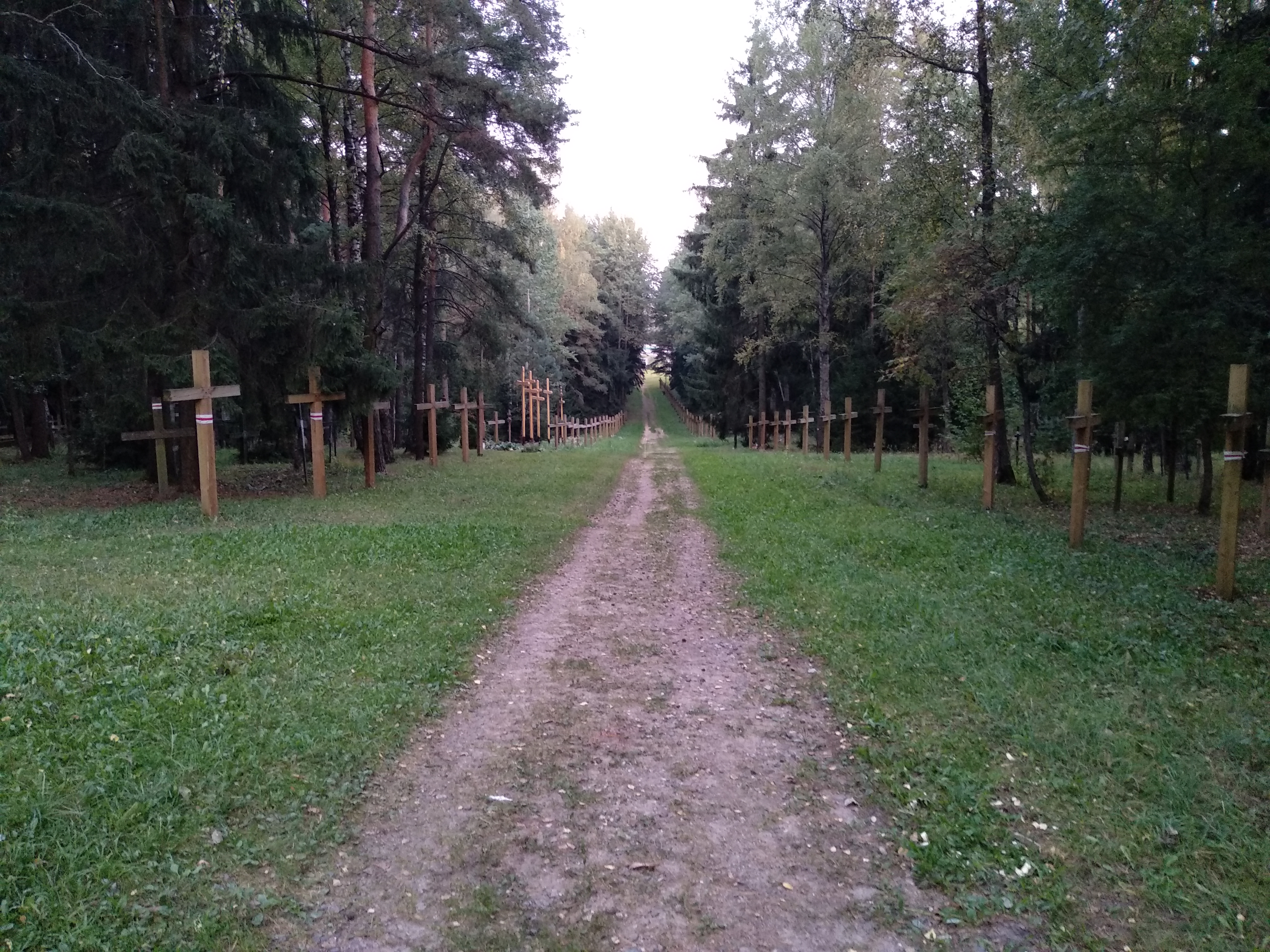
Kurapaty, en Biélorussie, est le plus grand lieu de sépulture des victimes de la répression politique de toute l'ex-URSS, où, après son effondrement et la découverte des tombes, des croix ont été érigées et un mémorial a été créé.

Le « stalinisme » est une pratique appliquée en Union des républiques socialistes soviétiques (URSS) puis dans les États du bloc de l'Est, dont la composante idéologique est caractérisée par :
1. Jusqu'en 1944, la théorie du « socialisme dans un seul pays ». Lénine et Trotski prônaient au contraire la révolution internationale, permanente jusqu'à la victoire ; Staline développa une forme de nationalisme[5] — ce qui était l'inverse du principe de l'internationalisme (une des bases du communisme).
2. Staline est partisan d'un État fort et autoritaire avec des formes beaucoup plus traditionnelles que celles expérimentées durant les années 1920 (il rétablit les grades dans l'armée, la famille traditionnelle, renforce la bureaucratie et les forces de l'ordre) ; sa disparition reste « prévue » au terme du processus mais en attendant, l'État suspend les libertés publiques et personnelles conquises pendant la révolution russe, comme le droit à l'avortement[6], la liberté de la presse, la liberté sexuelle (y compris l'homosexualité[7]).
3. Alors que pour Karl Marx, le travail est pure aliénation et exploitation[8], le stalinisme exalte au contraire le travail et le dévouement du salarié à son entreprise et à l'état avec la doctrine du stakhanovisme. Staline abandonne la NEP (Nouvelle politique économique) entamée en 1921 et commence à re-nationaliser systématiquement les moyens de production.

Cette pratique a été rendue possible par l’organisation guerrière du Parti héritée de Lénine. La pratique de la dictature du prolétariat est à vrai dire un fondement du marxisme que l’on trouve aussi bien chez Marx que chez Engels ; mais l’apport léniniste est loin d’être négligeable. Chez les marxistes classiques, la dictature du prolétariat a un rôle significatif, mais ne constitue pas un point central de la doctrine. Lénine, en revanche, en fait l’essence du marxisme et lui donne un sens que l’on ne trouve ni chez Marx ni chez Engels. Dans la doctrine léniniste, le parti apparaît en effet toujours davantage comme l’avant-garde du prolétariat capable de prendre le pouvoir, c'est-à-dire en quelque sorte le mandataire du prolétariat dont la dictature devient, au fil de la pratique du pouvoir, celle d’un État dans lequel le parti joue un rôle dominant de tutelle des travailleurs et exerce au besoin sa dictature contre eux. La résolution du Xe Congrès sur l’unité du parti, d’ailleurs votée avec le soutien de Trotsky, qui condamne les menées fractionnistes et met, en fait, un terme à tout débat interne, s’inscrit donc dans le cadre d’une évolution cohérente. Certains auteurs voient dans cette orientation de Lénine une réminiscence de ses contacts avec les Jacobins russes du début du siècle, mais une investigation sur ce point excéderait sans doute largement l’objet de cette note.
Si Staline a eu une influence personnelle sur le fonctionnement du parti, il n'a cependant pas initié le « centralisme démocratique » et la dictature exercée par le parti mais les a seulement renforcés selon les règles (indiscutablement favorables au développement du pouvoir personnel de Staline) déjà mises en place par Lénine. Staline s’inscrit donc sur ce point dans la continuité. L’évolution du rôle du Parti sous Staline avec la réhabilitation des notions de Nation et d’État qui se font jour dès le début des années 1930, est analysée par les historiens russes contemporains, mais aussi par d’autres, peu suspects de sympathie à l’égard du système soviétique, tels que John Lukacs comme la manifestation de la volonté de Staline de substituer à l’appareil du Parti un appareil d’État plus discipliné, nécessitant l’élimination de l’ensemble des cadres du parti lors des grandes purges.
Staline condamnait avec force « l'égalitarisme ». Il considérait que la société socialiste devait adopter des normes de distribution de la richesse différenciées suivant la « contribution » de chaque couche sociale à la société. Les conditions de vie et de travail de l'élite bureaucratique étaient nettement plus favorables que celles de la masse ouvrière. La paysannerie était la grande perdante de ces inégalités avec des conditions d'existence très fragiles et, à certaines périodes, des situations de famine.
Boris Souvarine note que « le terme de stalinisme n'a jamais eu cours en Union soviétique. Forgé par les communistes opposants pour dénier à Staline la qualité de léniniste, de même qu'autrefois les menchevik avaient en premier parlé de léninisme pour contester le marxisme de Lénine, il restait clandestin avec une acception péjorative, visant l'ensemble des attitudes, des théories, des traits typiques de Staline. […] Les trotskistes impliquaient dans « stalinisme » une composante de médiocrité intellectuelle et de bassesse morale dont ils taxaient leur adversaire. Ils ne prévoyaient pourtant pas les abominations qui allaient illustrer son despotisme et plonger leur parti dans une sorte de cauchemar ».
Tout en se réclamant officiellement du marxisme, Staline était un opportuniste qui adaptait ses idées à son but de domination (les changeant pour prendre des adversaires à contre-pied et les transformer en « traîtres », par exemple), et non un idéologue utilisant sa domination pour faire avancer des idées. Ainsi, le stalinisme « n’a pas été théorisé a priori, mais correspond davantage à des pratiques ayant pour objectif la confiscation du pouvoir par Staline ». Dans le stalinisme, affirme Boris Souvarine, « la pratique précède la théorie : il s'agit essentiellement d'un ensemble composite de pratiques dont certaines ont été après coup érigées en théories, mais la plupart restées sans formulations théoriques, voire dissimulées sous des formules contraires à la réalité. » C'est « un parti qui prolonge indéfiniment sa dictature, lequel parti se ravale au service d'une nouvelle oligarchie profiteuse dont l'idéologie illusoire, stalinisme ou marxisme-léninisme, dissimule une implacable exploitation de l'homme par l'homme, négation du socialisme et du communisme ».

## Pratiques staliniennes

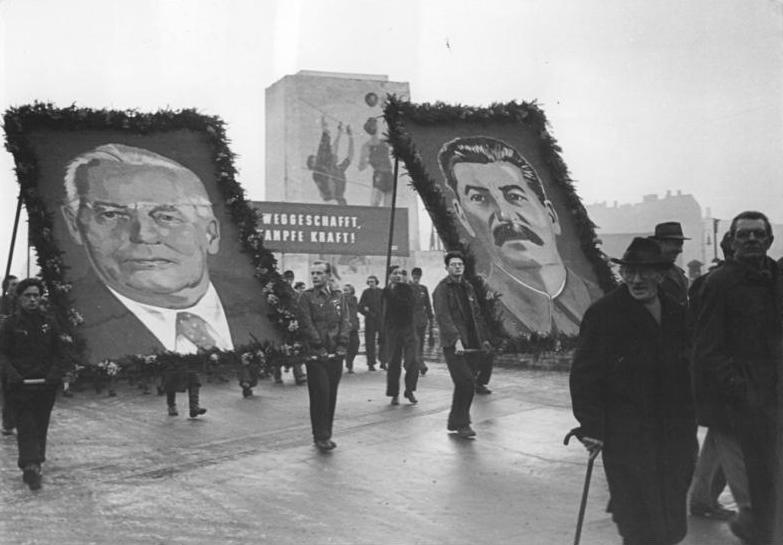
Manifestation en République démocratique allemande, en 1952 : portraits de Wilhelm Pieck et Joseph Staline.

Le stalinisme n'est pas véritablement une idéologie, mais un ensemble de pratiques de terreur organisées par l'État. Il a laissé sa marque dans :
- l'élimination systématique des opposants réels ou potentiels (voire imaginaires), à l'intérieur comme à l'extérieur. Staline fait assassiner un grand nombre de cadres polonais (Katyń, entre autres), ses opposants politiques (dont Trotski), des paysans ukrainiens, etc. ;
- la déportation massive de peuples entiers et d'opposants réels ou supposés dans les camps du Goulag (voir par exemple la Kolyma) ;
- une manipulation permanente de l'Histoire et de l'idéologie, avec des « purges » visant à éliminer tous les « traîtres », c'est-à-dire en pratique tous les concurrents potentiels, tous les témoins et toutes les traces des évolutions de Staline ;
- le concept de procès stalinien : le coupable d'avance (car il reconnaît son crime, à la suite d'une préparation psychologique adéquate et si nécessaire sous la menace directe ou indirecte visant ses amis ou sa famille) est jugé sans pitié et avec un respect tout formel des procédures, car tout est préparé d'avance. Le procès sert à justifier les Grandes Purges, mais aussi à faire porter le poids des échecs à des boucs émissaires ;
- un régime militariste et totalitaire ;
- une propagande très active et entièrement au service du chef (annonçant une récolte record pendant une année de famine, par exemple) ;
- une surveillance de la population entière par elle-même, sous la férule de services secrets surdéveloppés (Tchéka, GPU/Guépéou, OGPU, NKVD/NKGB et services successeurs), eux-mêmes régulièrement « purgés ».

Ces procédés ne sont pas spécifiques à Staline, ils ont de nombreux antécédents et successeurs historiques, en Russie et ailleurs, mais Staline les a industrialisés et portés à un haut degré, au point que la machine continuera à fonctionner après sa mort. Staline commence à dominer en URSS dès 1922, puis, à partir de la mort de Lénine en 1924 Staline consolide progressivement son pouvoir. L'exclusion de Trotski du Parti en 1927, qui doit s'exiler en 1929 avant d'être assassiné en 1940, marque son succès définitif.
Ses pratiques, et les moyens de l'URSS, permettent à Staline de dominer les principaux partis communistes (stalinisés), réunis dans le Komintern (IIIe Internationale), puis le Kominform à partir de 1947. Cependant, elles échouent à donner réellement à l'URSS la place dans le monde à laquelle Staline prétendait (la première).
L'URSS stalinienne, auréolée de gloire après sa contribution à la défaite du nazisme, dispose durant les années d'après-guerre d'un très grand prestige et d'une puissance militaire et politique qui permettent au stalinisme, et ses pratiques économiques et de gouvernement (collectivisation des terres, planification économique bureaucratique) de se diffuser dans de nombreuses parties du monde.

## Culte de la personnalité

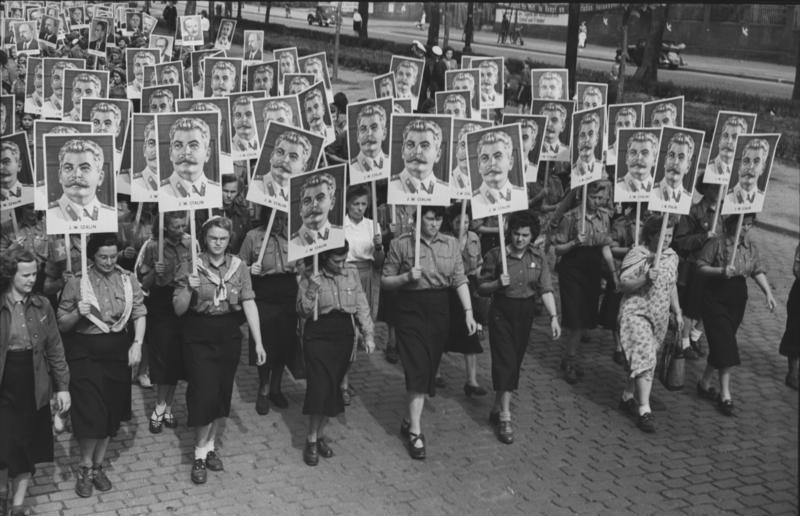
Parade en l'honneur de Staline, organisation de jeunes filles portant des portraits de Staline, Berlin-Est, 1951.

Pour le pouvoir soviétique, le culte de la personnalité sert à tisser des liens entre le chef (le  Vojd) et la population, à développer l’identité nationale ainsi qu’à masquer les différents problèmes (manque de liberté, arrestations arbitraires…)[réf. nécessaire]. À partir du 50e anniversaire de Staline, en 1929, le stalinisme ne fait pas exception à la règle. En URSS, on appliquait communément à Staline l'appellation « Grand Guide des peuples » (« Великий вождь народов ») ou encore « Père des peuples » (« Отец народов »), la dernière probablement empruntée à Abraham. En plus des multiples portraits de lui qui fleurissent chez bon nombre de Soviétiques, on écrit des poèmes à sa gloire :

« Ô grand Staline, Ô chef des peuples
Toi qui fais naître l’homme
Toi qui fécondes la terre
Toi qui rajeunis les siècles
Toi qui fais fleurir le printemps
Toi qui fais vibrer les cordes musicales
Toi splendeur de mon printemps,
Soleil reflété par des milliers de cœurs. »

— Rakhimov, Pravda, 28 août 1936, mis en musique par Sergueï Prokofiev.

## Genèse du concept
Le terme « stalinien » est utilisé pour la première fois en français en 1926, et « stalinisme » est utilisé à partir de 1929.
Staline se mettait lui-même en avant en organisant le culte de sa personnalité, ainsi que celle de Lénine, ce qui lui assurait une légitimité. Ainsi dès les années 1930, partisans comme adversaires utilisaient largement le vocable de « stalinien » (dès le milieu des années 1920 pour certains opposants communistes). Par exemple, le dirigeant du PCF, Maurice Thorez, se proclamait « premier stalinien de France ». Dès cette période, les trotskistes, les communistes non-léninistes (libertaires, luxemburgistes, conseillistes…), les représentants de la Gauche communiste et certains socialistes (notamment les différents socialistes révolutionnaires) ont dénoncé le « stalinisme » du gouvernement de l’URSS et des différents partis affiliés au PCUS.
Staline proclamait un respect scrupuleux des « grands anciens » (Marx, Lénine) et ne faisait désigner la doctrine en vigueur que sous le vocable de « marxisme-léninisme », vocable utilisé pour désigner la doctrine des partis du Komintern puis du Kominform, sous domination stalinienne (de 1924 à 1956 environ). De fait, Staline n'était pas un théoricien, mais plutôt un propagandiste, son talent n'était pas de créer de nouveaux concepts, mais plutôt de leur en donner une interprétation accessible et apparemment conforme aux originaux, tout en étant d'abord et avant tout en phase avec ses propres objectifs. De la même manière, Staline savait dénaturer les conceptions de ses ennemis pour les faire passer pour d'« évidentes » erreurs voire des trahisons.
La notion de stalinisme a été utilisée dès les années 1920, et encore plus largement à partir des années 1930, pour marquer ce qui était considéré comme une rupture avec le marxisme (voire avec le bolchevisme), par exemple par Boris Souvarine ou plusieurs personnalités trotskistes dont Léon Trotski lui-même. À l'inverse, l'adhésion à la politique de Staline a été revendiquée par les partis communistes membres du Komintern, puis du Kominform, qui utilisaient couramment, pour s'en glorifier, le qualificatif de « stalinien » (le terme de « stalinisme » étant plus rare, mais également en usage dans le discours des partis communistes). En 1949, Jacques Duclos prononce la conférence intitulée Être stalinien, et déclare « Les peuples saluent en Staline le géant de la pensée et de l’action, le guide du mouvement ouvrier international, le modèle, l’exemple, le maître de tous les hommes d’avant-garde, de tous les prolétaires qui ont pour objectif la victoire de la liberté, de la paix et du socialisme. Ce que certains considèrent comme un qualificatif qu’ils voudraient outrageant est pour nous un titre de gloire ». En 1953, à la mort de Staline, il déclare devant la conférence nationale du Parti communiste français « Nous nous efforçons, suivant la trace du meilleur stalinien français, Maurice Thorez, d'être dignes, nous aussi, du beau titre de stalinien qui, pour reprendre les termes de Malenkov désigne les « hommes de type nouveau, dans toute la splendeur de leur dignité humaine » ».

## Postérité

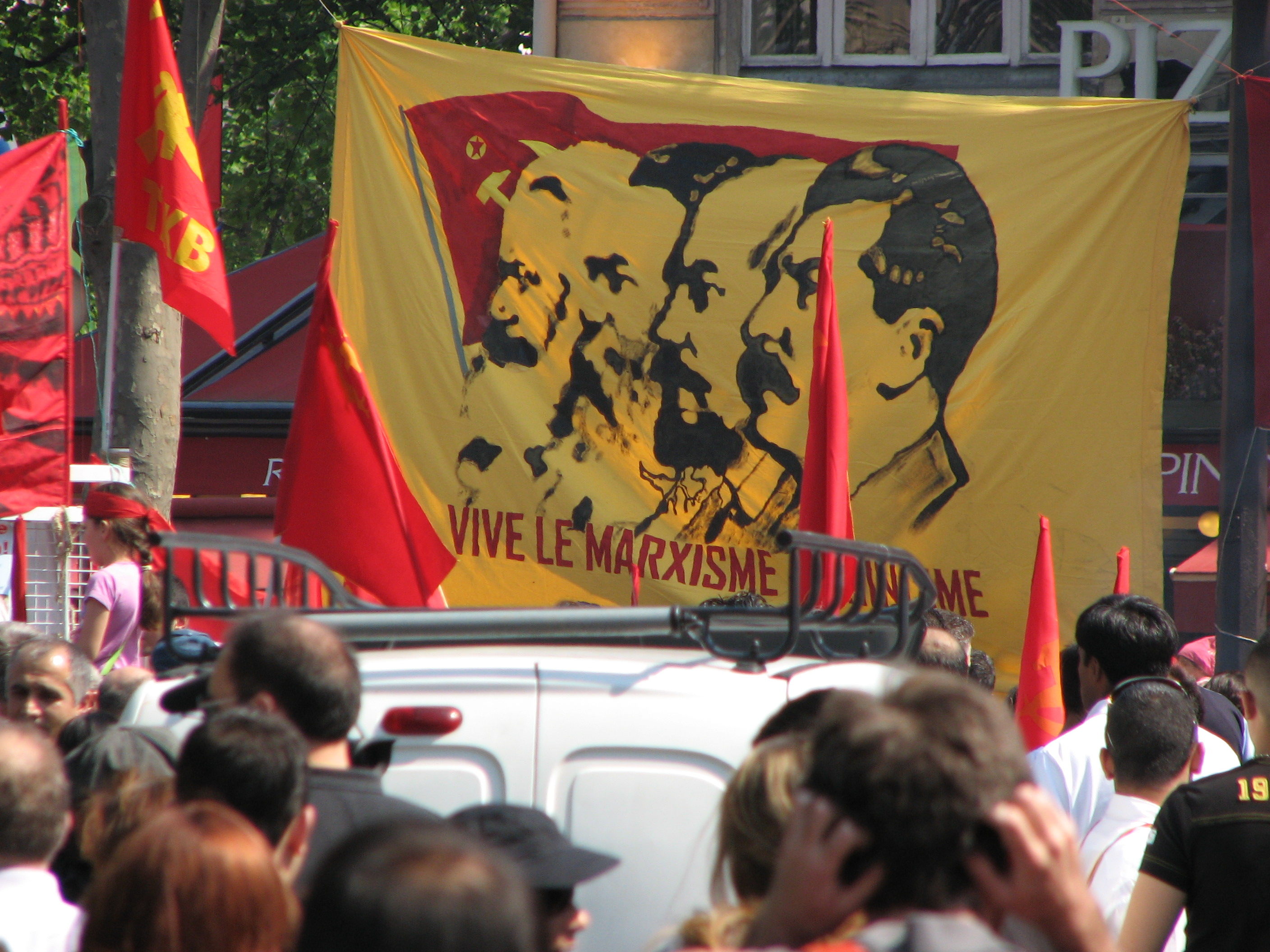
Image d'une manifestation en France, en 2007.

Staline meurt en 1953. En 1956, l'URSS et les pays d'Europe de l'Est commencent à rompre avec certains aspects du stalinisme. Cependant, aucune réforme idéologique du marxisme-léninisme n'est opérée, les fondamentaux du régime stalinien sont cependant conservés, et le rapport « secret » de Nikita Khrouchtchev ne désigne les crimes de Staline que comme des « excès » et des « déviations ».
À partir des années soixante et de la rupture sino-soviétique, seules la république populaire de Chine de Mao Zedong, son alliée la république populaire socialiste d'Albanie de Enver Hoxha, et la république populaire démocratique de Corée se sont réclamées de Staline jusqu'en 2009. Depuis, le stalinisme a évolué sous la forme du « maoïsme » : rébellion naxalite en Inde, guérilla du Sentier lumineux au Pérou à partir des années 1980 ou guérilla maoïste au Népal. Un courant dit « hoxhaïste », ou « pro-albanais », s'est réclamé de l'Albanie d'Enver Hoxha après l'abandon par la Chine de l'orthodoxie maoïste et la rupture sino-albanaise.
Aujourd'hui, le terme est surtout utilisé de façon péjorative en Occident, mais des partis et groupes dans le monde se réclament eux-mêmes du stalinisme. Par exemple, la Conférence internationale des partis et organisations marxistes-léninistes (Unité et lutte) réunit au niveau international les mouvements politiques naguère désignés comme pro-albanais : le Parti communiste des ouvriers de France en fait partie et constitue, en 2007, l'un des derniers groupuscules français se réclamant ouvertement du stalinisme.
Les personnes se réclamant encore aujourd'hui du stalinisme voient en lui celui qui aurait mis fin à la folie meurtrière des nazis durant la Seconde Guerre mondiale.
Selon un sondage[Lequel ?] récemment publié[Quand ?], 45 % des Russes estiment que Staline a joué un rôle positif dans l’histoire de leur pays (35 % affirment le contraire). 50 % d'entre eux reconnaissent en lui un leader sage qui a apporté à l’URSS sa puissance et sa prospérité et près de deux tiers pensent que la victoire russe de la Seconde Guerre mondiale est le fait le plus important de son ère,. La propagande russe joue un rôle extrêmement important pour le culte de l'ancienne puissance soviétique[réf. souhaitée].

## Rupture ou continuité?
La question de la continuité du stalinisme vis-à-vis du léninisme (et trotskysme) ou/et du tsarisme a été un sujet récurrent de débat parmi les soviétologues. Parmi ceux qui défendent la thèse du stalinisme découlant en droite ligne des principes du léninisme, on trouve Leszek Kołakowski, Adam Ulam, Alexandre Soljenitsyne et Zbigniew Brzeziński. Selon l'historien français Nicolas Werth, cette optique est une manière d'affirmer la primauté de l'idéologique et du politique sur le social et l'économique.
Selon Kołakowski, le stalinisme, caractérisé par « l'abolition du droit, l'autocratie du Chef, la délation généralisée comme principe de gouvernement et la toute-puissance apparente de l'Idéologie », est la conséquence logique et inévitable de la théorie marxiste ; le stalinisme est un « marxisme-léninisme en action ». Soljenitsyne, en 1980, écrivait dans L'Erreur de l'Occident que « l'appareil policier communiste, qui devrait broyer quelque soixante millions de victimes, [a été] créé par Lénine, Trotsky et Dzerjinski ». Plus généralement, pour Soljenitsyne, « toute l'époque stalinienne n'est que la continuation directe du léninisme, certes avec plus de maturité dans les résultats et un développement plus étalé, plus égal ». Dans la préface du Livre noir du communisme, l'historien Stéphane Courtois va plus loin et estime que c'est le communisme dans son ensemble qui est « criminogène » ; il ne s'agirait donc pas d'une caractéristique essentielle du stalinisme. L'anarchiste Emma Goldman, dès 1938, écrivait à propos de Trotsky et Staline : « aucune différence fondamentale ne sépare les deux protagonistes de ce généreux système dictatorial » et pour Voline : « Staline et le « stalinisme » ne sont que les conséquences logiques d'une évolution préalable et préparatoire […] Ce furent Lénine et Trotsky c'est-à-dire leur système — qui préparèrent le terrain et engendrèrent Staline ».
Pour des historiens venus d'horizons divers, comme Moshe Lewin, Roy Medvedev, Stephen Cohen ou Robert Tucker, le stalinisme est un système politique spécifique qui possède sa propre histoire. Selon ce dernier, le stalinisme comporte de fortes particularités par rapport au léninisme : Tucker définit le « national-bolchevisme stalinien » comme un mélange de « radicalisme bolchevique, de chauvinisme grand-russe et d'éléments très personnels d'interprétation du bolchevisme par Staline ». Ainsi, le stalinisme puiserait davantage ses inspirations dans l'histoire du tsarisme. C'est également l'avis de Moshe Lewin, selon qui le stalinisme a des racines sociales et culturelles propres et s'inscrit dans la longue durée de l’histoire russe. Boris Souvarine développe en 1935 dans son ouvrage précurseur Staline, aperçu historique du bolchévisme les différences entre les régimes stalinien et léniniste, sans être pour autant complaisant vis-à-vis de Lénine. Pour Stephen Cohen, le stalinisme a élaboré une idéologie différente dans son essence de l'idéologie bolchevique : il est volontariste, populiste, extrémiste et toujours pragmatique. Sur ce dernier point, Giuseppe Boffa remarque que « pour l'essentiel Staline s'est préoccupé de subordonner le marxisme aux exigences immédiates et changeantes de la pratique, recourant à des manipulations désinvoltes ».

### Recherche contemporaine
- Évelyne Pisier (direction d'ouvrage), Les interprétations du stalinisme, PUF, collection « Recherches politiques », Paris, 1983.
- Sheila Fitzpatrick, Le Stalinisme au quotidien. La Russie soviétique dans les années trente, Flammarion, Paris, 2002, 415 p.
- Michel Dreyfus (éditeur), Bruno Groppo (éditeur), Claudio Ingerflom (éditeur), Roland Lew (éditeur), Claude Pennetier (éditeur), Bernard Pudal (éditeur) et Serge Wolikow (éditeur), Le siècle des communismes, Éditions de l'Atelier, 2000, 542 p. (ISBN 978-2-7082-3516-8, lire en ligne).
- Ernst Nolte, La Guerre civile européenne (1917-1945) : national-socialisme et bolchevisme, Paris, Édition des Syrtes, 2000. Traduit de l'allemand par Jean-Marie Argelès ; préface par Stéphane Courtois. Réédition : Paris, Librairie Académique Perrin, collection « Tempus », 2011
- (en) Moshe Lewin et Ian Kershaw (eds), Stalinism and Nazism: Dictatorships in Comparison, Cambridge University Press, 1997.
- Robert Conquest, La Grande Terreur, précédé de Sanglantes moissons : Les purges staliniennes des années 1930, Robert Laffont, coll. Bouquins, 1995.
- Robert Conquest, Staline, Odile Jacob, 1999  (ISBN 2-7381-0174-7)
- Henry Rousso (dir.), Stalinisme et nazisme. Histoire et mémoire comparées, Paris/Bruxelles, IHTP-CNRS/Complexe, coll. « Histoire du temps présent » 1999, 387 p. [lire en ligne]
- Robert C. Tucker, Stalin in Power : The Revolution from Above, 1928-1941, New York, W. W. Norton & Company, 1990, 728 p.

### Avant 1990
- Bruno Rizzi, L'U.R.S.S. : Collectivisme bureaucratique, la bureaucratisation du monde, 1re partie, éditions Champ libre, 1977.  (ISBN 2-85184-069-X)
- Jean Elleinstein, Histoire du phénomène stalinien, Grasset, 1975.
- Robert C. Tucker, Staline révolutionnaire, 1879-1929 : essai historique et psychologique, Paris, Fayard, 1975, 434 p. (éd. originale : Stalin as Revolutionary, 1973).
- Roy Medvedev (préf. Georges Haupt), Le Stalinisme : Origines, histoire, conséquences [« Let History Judge »], Paris, Éditions du Seuil, coll. « Combats », 1972 (1re éd. 1971), 638 p.
- Robert C. Tucker, La Politique soviétique : essais sur la pensée politique stalinienne et post-stalinienne, Paris, Payot, 1967 (éd. originale : The Soviet Political Mind : Studies in Stalinism and Post-Stalin Change, 1963).
- Boris Souvarine, Le Stalinisme, Spartacus, 1964.
- Boris Souvarine, Staline, aperçu historique du bolchévisme, Plon, 1935, réédition Champ libre, 1978 et 1985, puis éditions Ivrea, 1992 - Détail des éditions
- Boris Souvarine, L'U.R.S.S. en 1930, présenté par Charles Jacquier, éditions Ivrea, 1997, (éd. orig. 1929)

### Essais, entretiens et littérature
- Boris Souvarine, Sur Lénine, Trotski et Staline (1978-79), entretiens avec Branko Lazitch et Michel Heller, éditions Allia, 1990
- Alexandre Zinoviev, Le Héros de notre jeunesse, L'Âge d'Homme, 1990.
- Anton Ciliga, Dix ans au pays du mensonge déconcertant, Paris, Champ libre, 1977 (ISBN 2-85184-080-0, OCLC 301430675, lire en ligne)
- Général Walter G. Krivitsky, J'étais un agent de Staline, Paris, Champ Libre, 1979 (ISBN 978-2-85184-099-8)
- George Orwell, La Ferme des animaux, Paris, Éditions Gallimard, 1983 (1re éd. 1945), 150 p. (ISBN 978-2-07-037516-5) (critique sous forme de fable animalière).